# Baranja (Myagdi)
Baranja – gaun wikas samiti w zachodniej części Nepalu w strefie Dhawalagiri w dystrykcie Myagdi. Według nepalskiego spisu powszechnego z 2001 roku liczył on 1015 gospodarstw domowych i 5240 mieszkańców (2769 kobiet i 2471 mężczyzn).